# Тахаджжуд
Тахаджжуд (араб. التهجد‎) — дополнительный ночной намаз, совершаемый после сна. Тахаджжуд совершается индивидуально от 2 до 8 или 12 ракаатов. Обычно совершается несколько намазов по 2 ракаата. Тахаджжуд был обязательным (фард) только для пророка Мухаммада: 

Бодрствуй часть ночи, читая Коран во время дополнительных намазов. Быть может, Господь твой возведет тебя на Достохвальное место.—  17:79 (Кулиев)

## Время совершения
Время совершения намаза наступает после обязательной ночной молитвы (‘иша) и длится до начала утреннего намаза (фаджр). Наилучшем временем для совершения тахаджжуда считается последняя часть ночи.
Тахаджжуд чаще всего совершается в следующие ночи:
- последние десять ночей месяца Рамадан и за ночь до праздника Разговения (Ураза-байрам);
- десять ночей до праздника жертвоприношения и за ночь до праздника жертвоприношения (Курбан-байрам);
- ночь середины месяца Ша‘бан (Ляйлят аль-бара’а)[3];
- ночь на день Ашура (десятое число Мухаррама)[4].

## В хадисах
- «Наилучшей молитвой, после пяти обязательных, является молитва ночи»[5].
- «Все те [молитвы], что [совершаются] после ночной молитвы (‘Иша’), относятся к молитве ночи»[6].
- «Выполняйте молитву ночи! Воистину, это — признак праведников, приближение к Господу, искупление грехов ваших и удаление от прегрешений»[7].